# Bezvěrovské buky
Bezvěrovské buky jsou dva památné stromy buky lesní (Fagus sylvatica) v Bezvěrově, části obce Teplá v okrese Cheb v Karlovarském kraji. Rostou při jihovýchodním okraji Bezvěrova v Tepelské vrchovině v nadmořské výšce 730 m.

## Základní údaje
Obvody kmenů měří 364 cm (u chalupy) a 382 cm (u transformátoru), obě koruny stromů dosahují do výšky 20 metrů (měření 2024). Buk u chalupy se vyznačuje širokou dominantní korunou, buk u transformátoru je zajímavý široce kuželovým kmenem a výše nasazenou semknutou korunou.
Stromy jsou chráněny od roku 2024.

## Stromy vokolí
- Beranovská olše
- Lípa ve Výškovicích
- Lípa v Ovesných Kladrubech